# Сирано дьо Бержерак
Вижте пояснителната страница за други личности с името Сирано дьо Бержерак.
Савиниен Еркюл Сирано дьо Бержерак (на френски: Savinien Hercule Cyrano de Bergerac) е френски драматург, сатирик и военен.
Именно за него Едмон Ростан пише в едноименната си драма в стихове от 1897 г. (въпреки че Ростановият герой в крайна сметка слабо прилича на прототипа си).
Най-известните пиеси на Сирано дьо Бержерак са публикувани и поставяни посмъртно: „Пътешествие до Луната“ (на което е посветен един забележителен монолог у Ростан) от 1657 г. и „История на държавите и империите на Слънцето“ (1662).
Въпреки че в днешно време Сирано дьо Бержерак е известен повече с легендите около своя размирен, бохемски живот, отколкото с творчеството си, много изтъкнати европейски автори като Джонатан Суифт и Волтер са черпили вдъхновение от произведенията му, а Молиер дори е копирал цели части от неговата „Le pédant joué“ („Изиграният педант“) в своята „Les fourberies de Scapin“ („Хитрините на Скапен“).
Сирано дьо Бержерак умира от случайно паднала на главата му дъска (нещо, което в пиесата на Ростан е представено като покушение).